# Réforme de la Chambre des Lords

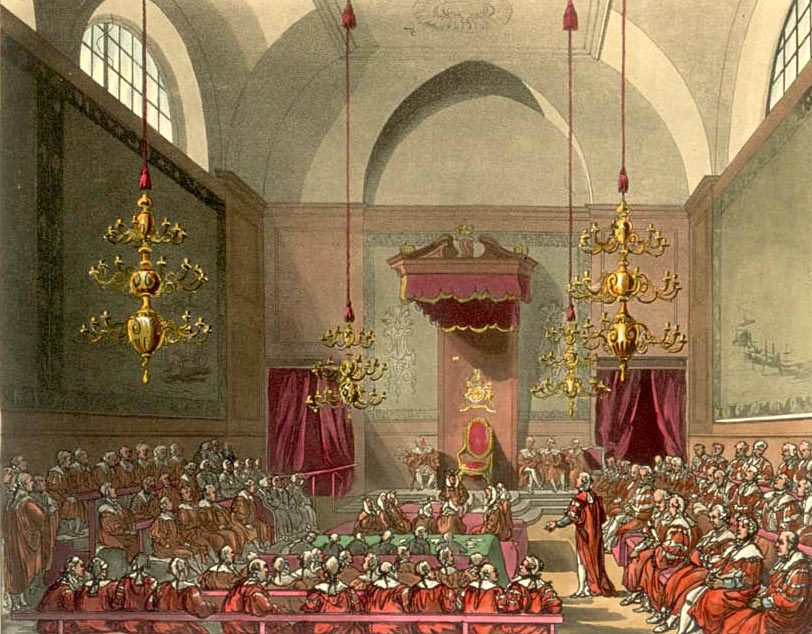
La Chambre de la Chambre des Lords peinte par Augustus Pugin et Thomas Rowlandson pour le microcosme de Londres de Ackermann (1808-1811)

Certains gouvernements du Royaume-Uni tentent depuis plus d'un siècle de trouver un moyen de réformer la Chambre des lords, la chambre haute du Parlement du Royaume-Uni. Ce processus a été lancé par la loi du Parlement de 1911 présentée par le gouvernement libéral de l'époque, qui déclarait : 

« ... alors qu'elle vise à remplacer la Chambre des lords par une deuxième chambre constituée sur une base populaire plutôt qu'héréditaire, cependant cette substitution ne peut pas être immédiatement mise en œuvre »

.

Lorsque le Parti travailliste est arrivé au pouvoir après les élections générales de 1997, il avait dans son manifeste la promesse de réformer la Chambre des lords :

« La Chambre des Lords doit être réformée. En tant que première réforme autonome, qui ne dépendra pas d'autres réformes à l'avenir, le droit des pairs héréditaires de siéger et de voter à la Chambre des lords sera supprimé par la loi… »

.
Le gouvernement Blair a ensuite adopté la Loi sur la Chambre des lords de 1999. Le 7 novembre 2001, le gouvernement a entrepris une consultation publique. Cela a contribué à créer un débat public sur la question de la réforme des Lords, avec 1 101 réponses aux consultations et de nombreux débats au Parlement et dans les médias. Cependant, aucun consensus sur l'avenir de la chambre haute n'a émergé. 
Les trois principaux partis ont promis de prendre des mesures concernant la réforme des Lords lors des élections générales de 2010, et à la suite de cet accord de coalition qui a promis de « créer un comité chargé de présenter des propositions pour une chambre haute entièrement ou principalement élue sur la base du scrutin proportionnel ». Le 27 juin 2012, le vice-Premier ministre Nick Clegg a présenté le projet de loi de réforme de la Chambre des Lords qui s'appuyait sur des propositions publiées le 17 mai 2011. Cependant, ce projet de loi a été abandonné par le gouvernement le 6 août 2012 à la suite d'une opposition au sein du Parti conservateur. Une tentative réussie de poursuivre une réforme mineure de la Chambre a été faite le 14 mai 2014 lorsque la Chambre de Lords Reform Act 2014 a obtenu la sanction royale. 